# آمنه بنت وهب
آمِنِه بنت وَهْب الزهریة (حدود ۵۴۹ – ۵۷۷) مادر پیامبر اسلام، محمد، بود. هنگامی که باردار محمد بود، همسرش عبدالله درگذشت و هنگامی که محمد شش‌ساله بود، خود او در ابواء بیمار شد و درگذشت.
او از زنان قریش بود که در ۱۲ یا ۱۳ سالگی به همسری عبدالله بن عبدالمطلب درآمد. آمنه یک سال پس از ازدواج با عبدالله یعنی در عام الفیل، محمد را به دنیا آورد. نقل شده است که آمنه در دوران بارداری خواب دید نوری از آسمان به وی می‌تابد و به او گفته شد که فرزندش پیامبر امت خواهد شد.
او به هنگام تولد فرزندش، شگفتی‌های زیادی دید.
مسلمانان بر این باورند که اجداد محمد، هم از سوی پدر و هم از سوی مادر، همگی خداپرست و پاک بوده‌اند و هیچگاه به آلودگی شرک و بت‌پرستی آغشته نگشته‌اند و هم بر این باورند که آمنه نیز زنی موحد و پاک بود.
دوران زندگی مشترک آمنه و عبدالله بسیار کوتاه بود، چرا که عبدالله قبل از به دنیا آمدن محمد، درگذشت.

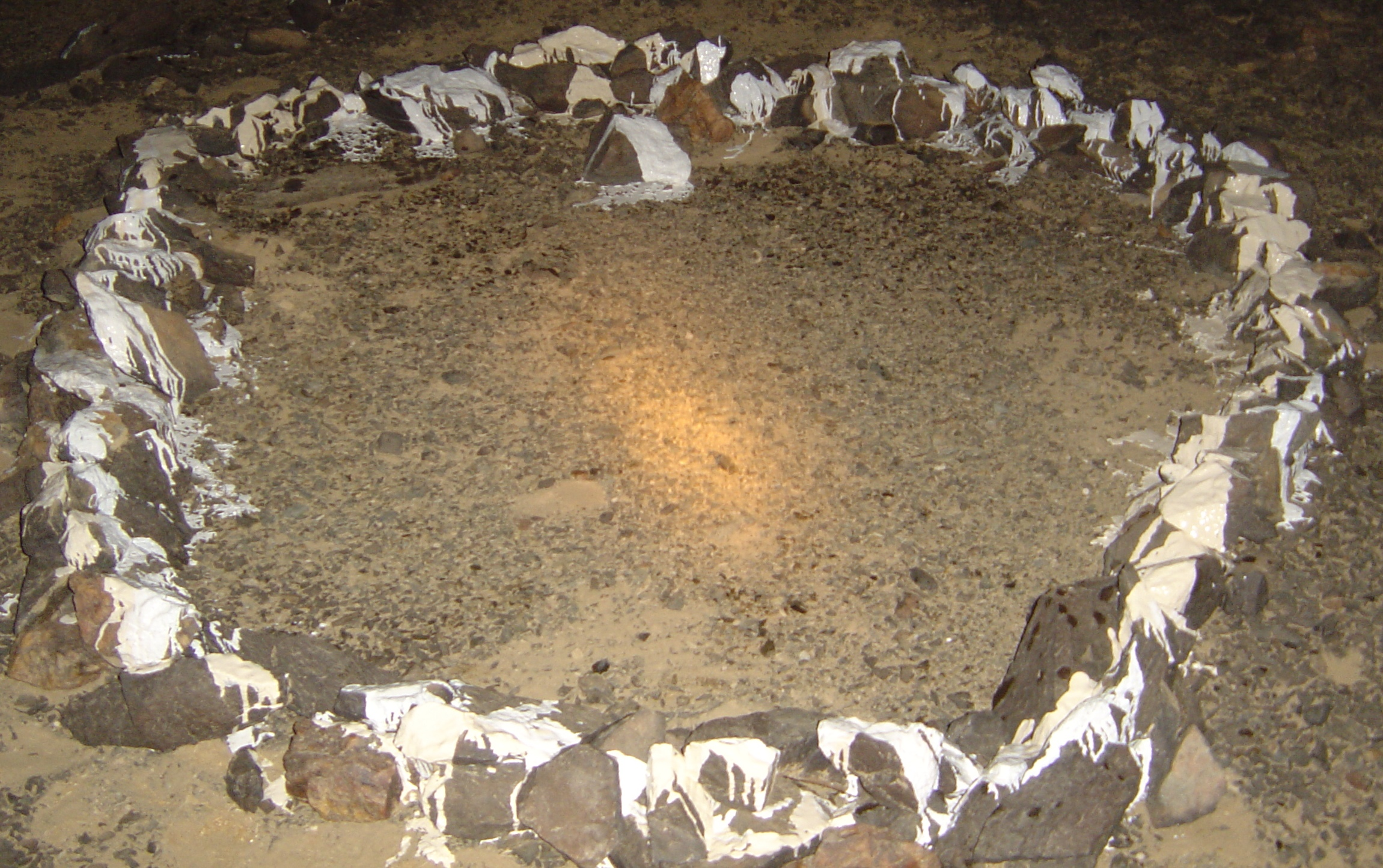
قبر آمنه بنت وهب

## درگذشت
آمنه در سال ۵۷۷ (میلادی) در طی سفرش به مدینه احتمالاً بر اثر بیماری از دنیا رفت.
آمنه که پیوسته می‌خواست آرامگاه شوهر جوانش را در مدینه زیارت کند، با بازگشت فرزندش محمد، به همراه او و امّ ایمن راهی مدینه شد و پس از دیدار با خویشان و زیارت قبر عبدالله به هنگام بازگشت به مکه در ابواء درگذشت.

## در رسانه
مینا ساداتی در فیلم محمد رسول‌الله (۱۳۹۳) به کارگردانی مجید مجیدی شخصیت آمنه را به تصویر کشیده است.